# Max Alves
Max Alves (Juiz de Fora, 2001. május 12. –) brazil labdarúgó, az amerikai Colorado Rapids középpályása.

## Pályafutása
Alves a brazília Juiz de Fora városában született. Az ifjúsági pályafutását a Flamengo akadémiájánál kezdte.
2021-ben mutatkozott be a Flamengo felnőtt keretében. 2021-ben a Cuiabá csapatát erősítette kölcsönben. 2022. január 6-án négyéves szerződést kötött az észak-amerikai első osztályban szereplő Colorado Rapids együttesével. Először a 2022. február 26-ai, Los Angeles ellen 3–0-ra elvesztett mérkőzésen lépett pályára. Első gólját 2023. április 16-án, a Charlotte ellen idegenben 2–2-es döntetlennel zárult találkozó szerezte meg.

## Statisztikák
2023. május 10. szerint
| Klub            | Szezon   | Osztály  | Bajnokság | Bajnokság | Kupa  | Kupa | Nemzetközi | Nemzetközi | Összesen | Összesen |
| Klub            | Szezon   | Osztály  | Meccs     | Gól       | Meccs | Gól  | Meccs      | Gól        | Meccs    | Gól      |
| --------------- | -------- | -------- | --------- | --------- | ----- | ---- | ---------- | ---------- | -------- | -------- |
| Colorado Rapids | 2022     | MLS      | 28        | 0         | 1     | 0    | 2          | 1          | 31       | 1        |
| Colorado Rapids | 2023     | MLS      | 10        | 1         | 2     | 1    | —          | —          | 12       | 2        |
| Összesen        | Összesen | Összesen | 38        | 1         | 3     | 1    | 2          | 1          | 43       | 3        |